# 평택 안재홍 생가
평택 안재홍 생가(平澤 安在鴻 生家)는 대한민국 경기도 평택시 고덕면 두릉리에 있는, 해방 전후의 대표적 언론인이었던 민세 안재홍 선생(1891~1965)이 살던 곳이다. 1916년 애국청년단을 조직하여 독립운동을 하였고 1924년 조선일보 주필에 취임하여 사장까지 역임하였다. 현재의 생가는 조선식 가옥으로 안채와 사랑채로 구성되어 있다. 1992년 12월 31일 경기도의 기념물 제135호로 지정되었다.

## 개요
이 건물은 해방을 전후한 시기에 시대의 선구자이며 대표적인 언론인으로 활동하였던 민세 안재홍선생(1891~1965)이 태어나 살던 집이다. 그는 일본 유학시절 학우회를 조직하여 독립운동에 가담하였고 귀국후 중앙학교 학감, 조선일보 주필 및 사장 등을 역임하면서 언론 교육활동을 통한 민족계몽과 독립사상고취에 헌신하여 옥고를 치르기도 하였으며 해방 직후 미군정의 한인 최고책임자인 민정장관을 역임하고 1950년 평택에서 제2대 국회의원에 당선되었으나 6.25동란 중 납북되었다.

## 진실
두릉리 611-1~2가 진짜 생가이고 두릉리 646은 안재홍이 결혼후 살며 조선상고사감 등을 저술한 장소로 원래 숙부의
집으로 밝혀졌다. 현재 문화재로 지정된 집도 애국계몽 관련 저서를 집필한 집이라 의의가 있지만 원래 생가도 의의가 있다는 판단으로 고덕국제신도시개발 과정에서 원래생가와 문화재로 지정된 가옥을 모두 보존한다.

## 같이 보기
- 안재홍

## 참고 자료
- 안재홍생가 - 국가유산청 국가유산포털